# 7 Piscis Austrini
7 Piscis Austrini är en vit stjärna i huvudserien i Södra fiskens stjärnbild.
Stjärnan har visuell magnitud +6,10 och är knappt synlig för blotta ögat vid god seeing. 7 Piscis Austrini befinner sig på ett avstånd av ungefär 240 ljusår.